# Sarandón (Vedra)
Sarandón (llamada oficialmente San Miguel de Sarandón) es una parroquia y una aldea española del municipio de Vedra, en la provincia de La Coruña, Galicia. Según el INE a fecha de 2022 cuenta con una población de 355 habitantes.

## Límites
Limita con las parroquias de Ribadulla, Merín, San Pedro de Sarandón y Vedra.

## Comunicaciones
La parroquia está bien comunicada. La AC-241, carretera que comunica Puente Ulla y Puente Vea, la atraviesa de este a oeste mientras que la CP-9801, permite acceder por el norte a la N-525 (Santiago-Orense) y por el sur con el municipio de La Estrada, ya en la provincia de Pontevedra, atravesando el puente de Sarandón sobre el río Ulla. La parroquia es atravesada en el norte por la AP-53 aunque sin ningún enlace ni peaje, el más cercano se encuentra en la parroquia vecina de Ribadulla.
Por el sur la parroquia hace frontera con la provincia de Pontevedra siendo el río Ulla el límite provincial y municipal. Existen dos accesos: el puente colgante en la aldea de Gimonde y el puente de Sarandón. Este último se calcula que se construyó en el siglo XVI, aunque un temporal lo derrumbó en 1571. En 1709 se empezaron a utilizar barcazas como medio de transporte y aunque se cree que se concedió permiso para reconstruirlo en 1737, no fue hasta 1924 cuando se iniciaron las obras que terminaron años después.
La asociación Asociación Camiño Miñoto Ribeiro reivindica desde 2014 la recuperación y oficialidad del camino Miñoto Ribeiro, una de las más antiguas rutas jacobeas y que comunica el norte de Portugal con Galicia, salva el río Ulla por el puente de Sarandón y atraviesa el municipio de Vedra.

## Topónimos

### Parroquia
El topónimo «San Miguel» proviene del culto al Arcángel Miguel y «Sarandón», según el filólogo Eligio Rivas, de la raíz hidronímica sar- (que significa: corriente de agua) y es de origen prerromano. El escritor José María Moar firmó un artículo en el periódico El Compostelano en el que decía: «Sendón, de saráns, riachuelo (v. gr. Sar, Sarela, Sarandón, Serantes, Sarria)»

### Aldeas
El origen Toponímico de las aldeas es:
- Canicova.
- A Casanova. Se formó a partir de casa, en latín vulgar casale y el adjetivo nova (nueva).
- Casansula. Se formó a partir de casa (<casale) y un segundo nombre probablemente el antropónimo Ansola.
- Caxaraville. Se formó a partir de casar que procede del latín vulgar casale y significa casa de campo y aville del latín avilius o abilius.
- Cimadevila. Se formó a partir de la forma grecolatina cyma (cima) y del complemento nominal villa precedido de la preposición «de». Su significado se refiere a la localización en la parte alta de una villa.
- Dozar. Se desconoce su origen pero se cree que es un nombre personal acabado en -arius.
- A Pedreira. Procede de petra (piedra) y el sufijo -eira, por lo que su significado se refiere a la piedra como elemento predominante del lugar.
- Sarandón. Según Elixio Rivas (lexicógrafo) proviene de la raíz hidronímica de origen prerromano sar- que significa: río, corriente de agua.
- A Silva de Abaixo. La palabra Silva procede del latín silva que significa: bosque, mato y no tiene nada que ver con la palabra que da nombre a la planta de las moras (Rubus fruticosus).
- A Silva de Arriba.
- Ximonde. De origen germánico procede de gemundi (villa) que es el nombre del dueño de la villa mientras que el segundo elemento munda significa protección.

Hasta la fecha de febrero de 1999 cuando se publicó en el DOG los topónimos oficiales, el nombre de algunas aldeas era algo distinto: Cajaraville (Caxaraville), Canicoba (Canicova), Pedreira (A Pedreira), Silva de Abajo (A Silva de Abaixo), Silva de Arriba (A Silva de Arriba), Gimonde (Ximonde).

## Entidades de población
Entidades de población que forman parte de la parroquia:
- Canicoba (Canicova)
- Casanova (A Casanova)
- Casansula
- Cajaraville (Caxaraville)
- Cimadevila
- Dozar
- Pedreira (A Pedreira)
- Sarandón
- Silva de Abajo (A Silva de Abaixo)
- Silva de Arriba (A Silva de Arriba)
- Gimonde (Ximonde)

## Demografía

### Parroquia
| Gráfica de evolución demográfica de Sarandón (parroquia) entre 2000 y 2022 |
|                                                                            |
| Datos según el nomenclátor publicado por el INE.                           |

### Aldea
| Gráfica de evolución demográfica de Sarandón (aldea) entre 2000 y 2022 |
|                                                                        |
| Datos según el nomenclátor publicado por el INE.                       |

## Patrimonio

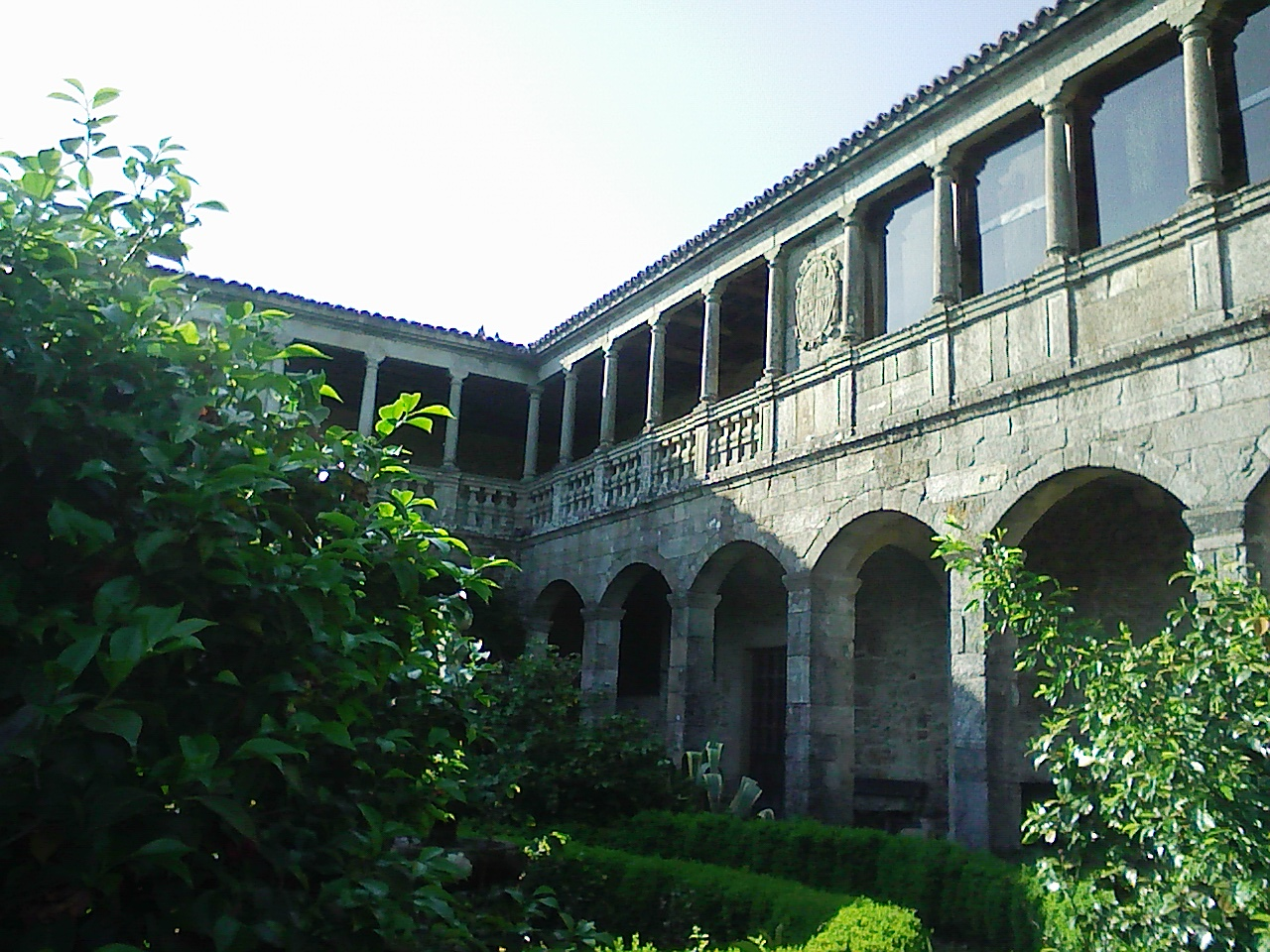
Interior del pazo de Ximonde.

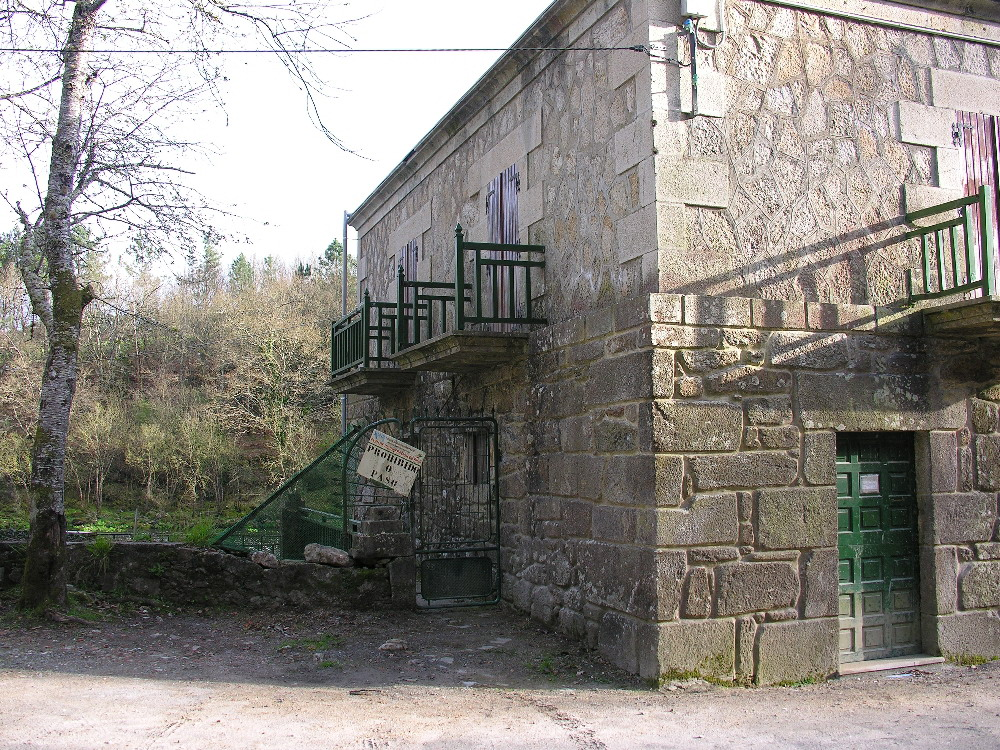
Coto de Ximonde.

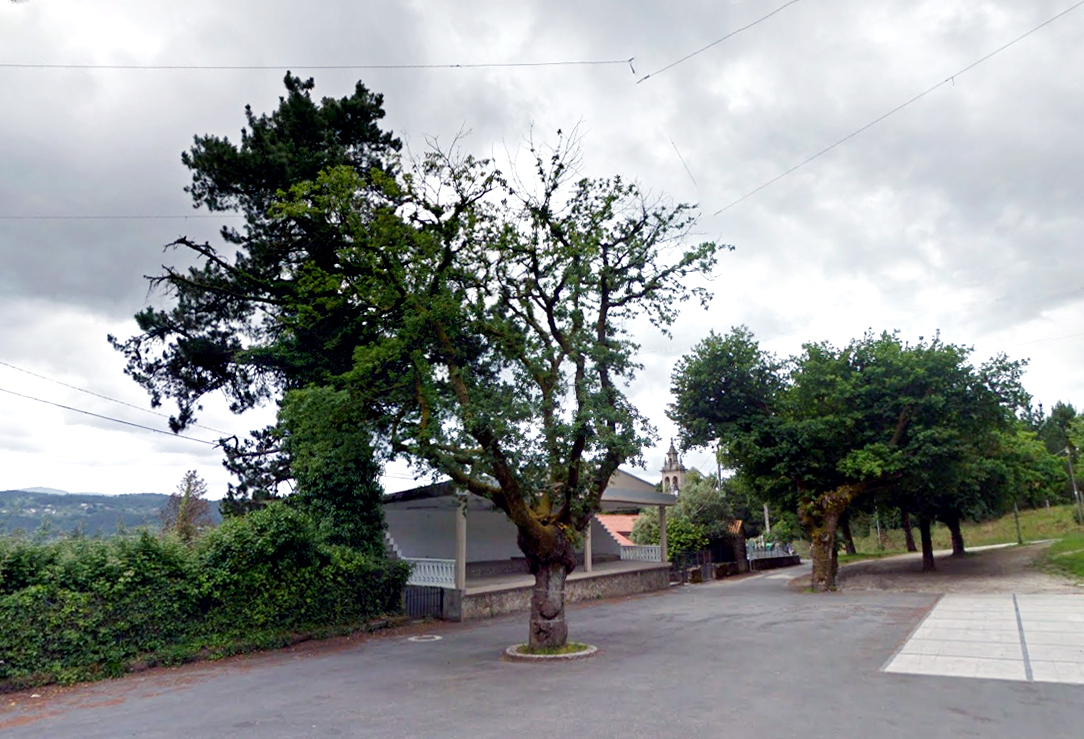
Campo de la fiesta de Sarandón. En primer término el "carballo das mentiras".

- Pazo de Ximonde. Es una construcción de finales de siglo XVIII en forma de escuadra situada en una extensa finca amurallada de 12 hectáreas con amplias zonas ajardinadas, zonas boscosas (con alcornoques, robles, olivos, castaños y cedros) y viñedos (principalmente de uva albariña) considerados de los más antiguos de Galicia. Al menos una parte de la zona posterior debe corresponder al último tercio del siglo XVI. En lo que fue el patio interior se puede admirar la fachada barroca en figura de «L», un hermoso soportal e un balcón en el primer piso. En el patio hay dos fuentes, una de ellas encajada en el edificio y en el interior una bodega con un lagar de piedra destinado a la producción de vino. Destaca también en la fachada el escudo «Brasóns dos Cisneros». El pazo fue residencia de los Condes de Ximonde descendientes del linaje de los Cisneros[11][12][13] y jugó un papel importante en el Carlismo.[14] En 2009 fue adquirida por la empresaria María Barallobre por «menos de seis millones de euros».[15]
- Coto de Ximonde. Ubicado en la aldea de mismo nombre se encuentra el coto de pesca, un importante coto salmonero a orillas del río Ulla[16][17] y un refugio de pescadores con un pequeño centro de interpretación del río y una estación ictiológica de cría y reproducción. El origen del coto está unido al pazo ya que en el pasado perteneció a los Condes de Ximonde y se construyó sobre un antiguo molino que era en su origen tipo dorna y para su funcionamiento se añadió una gran aceña para desviar el agua. A mediados de siglo XX sufrió una gran rehabilitación y a principios de siglo XXI fue objeto de una nueva intervención para la creación del centro ictiológico donde también se modificó la presa diseñada para el remonte de los peces. El sendero PR-G36 de San Xoán da Cova, reconocido por la Junta de Galicia, transcurre río abajo donde se puede encontrar el puente colgante reconstruido en 2012 con acceso para minusválidos y una superficie antideslizante. Con una longitud de 87,7 m está suspendido a unos ocho metros del río y costó más de medio millón de euros.[18] Anteriormente existió un puente similar que desapareció en 2001 a causa de unas fuertes riadas.[19][20]
- Iglesia parroquial. Al lado del campo de la fiesta, espacio reservado a las festividades del lugar, se encuentra la iglesia, la meritoria rectoral, que según la documentación histórica data de 1482 lo que la convierte en la más antigua del ayuntamiento de Vedra, y un palco redondo con un crucero del siglo XIX.[21] Se calcula que la iglesia parroquial se construyó en torno al año 1000, pues al menos dos documentos históricos avalan su existencia en los años 1032 y 1077. El primero, un documento otorgado por el rey Vermudo III de León hace referencia al monasterio de Sanctus Michaelis (San Miguel) como donación a la iglesia compostelana; y el segundo, un juez avala al Monasterio de Carboeiro como dueño de la iglesia de San Miguel de Sarandón. El actual edificio conserva varios elementos de aquella época, en torno al siglo X o XI. En el exterior hay dos inscripciones, una de ellas incompleta y con las letras del revés. En una se puede leer probablemente «BETRURA» y en la otra: MAGI[S]TER MA[SS]I FECI[T] MARTINUS, que se puede traducir como: «Martín, maestro de canteros, la hizo». En el mismo muro donde se encuentran estas inscripciones se puede observar la utilización de lo que podría ser un jamba de origen medieval. En los años 90 una restauración recuperó en el interior un capitel y un canecillo, ambos de tipo románico.[22]
- En el lugar de Montenovo (Cimadevila), se encuentra una mámoa catalogada en el PXOM,[23] un yacimiento al aire libre en Ximonde[24] y un castro ubicado entre la San Miguel y la parroquia vecina de San Cristovo de Merín.[25] Otras fuentes apuntan incluso a la existencia de otra mámoa en el lugar de Lixeles.[26]
- Puente de Sarandón. Une los ayuntamientos de Vedra y La Estrada.
- Casa cultural.
- La parroquia cuenta con una escuela pública creada en 1925.[27]
- En el campo de la fiesta parroquial se encuentra, además de la iglesia y el cementerio, el palco donde tradicionalmente actuaban los músicos en las verbenas populares y muy cerca un roble conocido coloquialmente como «carballo das mentiras» (carballo de las mentiras). Este y otros tres árboles son los restos de una antigua carballeira que formaron parte de las propiedades de la Iglesia y que incluso existe una copla en su honor:[28]

No medio de San Miguel
hai un carballo das mentiras
onde se xuntan as nenas
pra gobernar moitas vidas.

Se calcula que tiene más de doscientos años de historia, por lo que fue plantado alrededor de 1809. En la fiesta del vino del Ulla se utilizó para colgar sobre él una bota de vino gigante. A partir del año 2010 cuando se pavimentó el suelo del campo este árbol se fue deteriorando poco a poco. Para evitar su completa desaparición varios vecinos del lugar y miembros del Instituto de Instituto de Investigaciones Agrobiológicas de Galicia llevaron a cabo un proyecto para clonar el árbol.

## Festividades

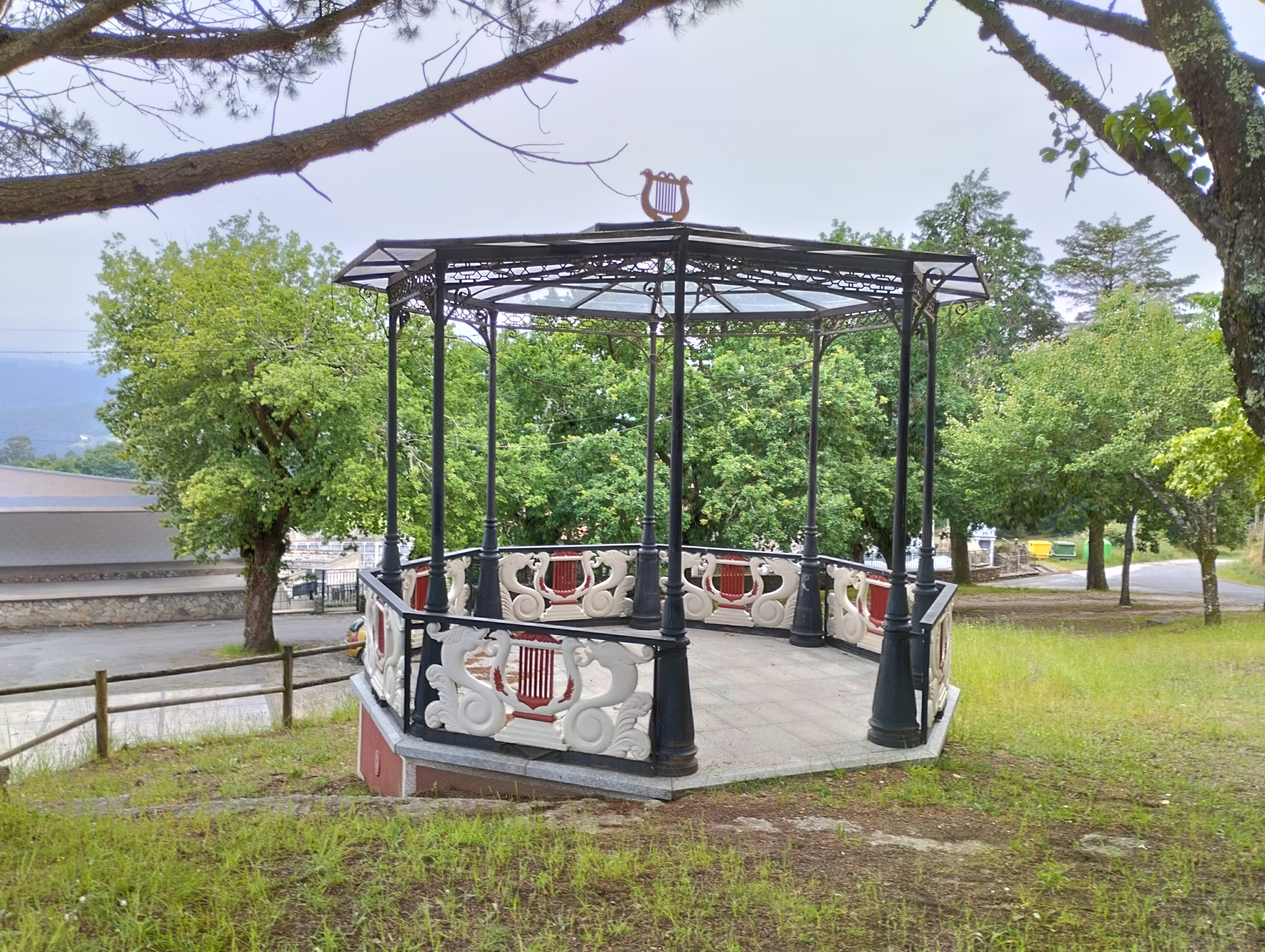
Templete en el campo de la fiesta.

- Fiesta del vino del Ulla: es una fiesta gastronómica que se celebra el segundo domingo de abril, ininterrumpidamente desde el año 1980 y llevada a cabo por una comisión sin ánimo de lucro, formada por los vecinos de la zona. Busca la exaltación de los vinos de la zona del valle del Ulla y promover la demarcación de dichos vinos en la Denominación de Origen Rías Bajas, una de las principales variedades con denominación de origen de Galicia,[30] objetivo que se cumplió en el año 2000.[31][21]
- Fiesta de San Campio: fiesta en honor a San Antonio que se celebra todos los años los días 9, 10 y 11 de agosto.[21]
- Fiesta de San Miguel: fiesta en honor a San Miguel que se celebra el 29 de septiembre.[21]
- Pasabodeghas: se celebra en el mes de octubre con una ruta por siete furanchos (bodegas) donde se degustan vinos, tapas, siempre acompañado de música folk y actividades como juegos tradicionales.[32]

## Economía e industria
La economía de subsistencia ha sido el principal modo de vida durante siglos del rural gallego. La industria es casi inexistente, tan solo destacan algunas empresas y pequeños negocios locales. Entre otros destacan: Arturo Álvarez, Maderas Lata, Comercial Agrícola Vedra, Xeos da Ulla, A Taberna do Ferrador o Galician Original Drinks.